# زاك برايان
زاكاري لين برايان (بالإنجليزية: Zachary Lane Bryan)‏، من مواليد 2 أبريل 1996 في أوكلاهوما، هو مغن أمريكي.

## روابط خارجية
- زاك برايان على موقع IMDb (الإنجليزية)
- زاك برايان على موقع ميوزك برينز (الإنجليزية)
- زاك برايان على موقع أول ميوزيك (الإنجليزية)
- زاك برايان على موقع ديسكوغز (الإنجليزية)